# Brassicoideae
Brassicoideae, potporodica krstašica ili kupusovki.

## Tip
- Brassica L.

## Opis
Trihomi (jednostavni i/ili različito razgranati), višestanične žlijezde odsutne ili prisutne. Listovi cjeloviti do različito raščlanjeni, jednostavni ili složeni, pri dnu nisu člankoviti. Plodovi različiti u kompresiji, dehiscenciji, omjeru duljine i širine, broju sjemenki (jedna do > 100), itd. Osnovni brojevi kromosoma različiti; najniži x = 4.

## Distribucija
Isto kao i cijela porodica.

## Nadplemenska podjela
Brassicoideae se dalje dijeli na sljedećih pet superplemena koja odgovaraju glavnim evolucijskim linijama o kojima su detaljno raspravljali Hendriks et al. (2022).
Arabodae D.A. German, Hendricks, M Koch, F Lens, Lysak, CD Bailey, Mumm. & Al-Shehbaz, superpleme. nov. Tip, Arabis L.
Opis: Trihomi prisutni, uglavnom razgranati (isključivo ili u kombinaciji s jednostavnim); višestanične žlijezde odsutne. Listovi uglavnom nerazdijeljeni ili malo razdijeljeni, ušice pri dnu ili ne. Najčešći x = 8
Distribucija: Uglavnom sjeverna hemisfera (pretežno Holarctis iz Euroazije, također Sjeverne Amerike i Afrike), Južna Amerika (Andi).
Plemena: Arabideae DC., Alysseae DC., Asperuginoideae trib. nov., Stevenieae Al-Shehbaz, D.A.German & M.Koch.
Brassicodae V.E. Avet. in Biol. Zhurn. Armenii 43: 602. 1990 (‘Brassicidinae’).
Tip: Brassica L.
Sinonimi: Sisymbriodae V.E. Avet., Thelypodiodae V.E. Vet.
Opis: Trihoma nema ili je jednostavan, rijetko razgranat; višestanične žlijezde odsutne. Listovi pretežno nerazdijeljeni ili malo razdijeljeni, rijetko jako razdijeljeni, često ušičasti pri dnu. Najčešći x = 7
Distribucija: Uglavnom sjeverna hemisfera (Holarktik Euroazije, Sjeverne Amerike i Afrike), u manjoj mjeri Srednja i Južna Amerika.
Plemena: Aphragmeae D.A. German & Al-Shehbaz, Brassiceae DC. [uklj. Bivonaeeae M.A. Koch & Warwick], Calepineae Horan., Coluteocarpeae V.I. Dorof., Conringieae D.A. German & Al-Shehbaz, Eutremeae Al-Shehbaz, Beilstein & E.A. Kellogg, Fourraeeae Al-Shehbaz, M.A. Koch, R. Karl & D.A.German, Isatideae DC., Kernereae Al-Shehbaz, Warwick, Mumm. & M.A. Koch, Plagiozoae Khosravi & Slami-Farozi, Schrenkielleae trib. nov., Sisymbrieae DC., Thelypodieae Prantl, Thlaspideae DC.
Camelinodae D. A. German, Hendriks, M. Koch, F. Lens, Lysak, C. D. Bailey, Mumm. & Al-Shehbaz, supertrib. nov.
Tip: Camelina Crantz
Opis: Trihomi su obično prisutni, jednostavni i/ili razgranati; višestanične žlijezde odsutne. Listovi nisu ili su različito podijeljeni u složene, ušice pri dnu ili ne. Osnovni brojevi, najčešći x = 6, 7,
Distribucija: Zastupljen domaćim svojtama na svim kontinentima osim Antarktika; najraznovrsniji u Holarktiku iz Euroazije i Sjeverne Amerike.
Plemena: Alyssopsideae Al-Shehbaz, Warwick, Mumm. & M.A. Koch, Arabidopsideae trib. nov., Boechereae Beilstein & E.A. Kellogg, Camelineae DC., Cardamineae Dumort., Crucihimalaeae D.A.German & Al-Shehbaz, Descurainieae Al-Shehbaz, Beilstein & E.A. Kellogg, Erysimeae Dumort., Al-Shehbaz, Beilstein & E.A. Kellogg, Halimolobeae Al-Shehbaz, Beilstein & E.A. Kellogg, Hemilophieae trib. nov., Lepidiaea DC., Malcolmieae Al-Shehbaz & Warwick, Microlepidiaeae Al-Shehbaz, Warwick, Mumm. & M.A. Koch, Oreophytoneae Al-Shehbaz, Warwick, Mumm. & M.A. Koch, Physariae B.L. Rob., Smelowskieae Al-Shehbaz, Beilstein & E.A. Kellogg, Turritideae Buchenau, Yinshanieae Al-Shehbaz, Warwick, Mumm. & M.A. Koch.
Heliophilodae D.A.German, Hendriks, M.Koch, F.Lens, Lysak, C.D.Bailey, Mumm. & Al-Shehbaz, supertrib. nov.
Tip: Heliophila L.
Opis: Trihoma nema ili je jednostavan, rijetko razgranat; višestanične žlijezde odsutne. Listovi uglavnom nisu ili su malo razdijeljeni, rijetko jako razdijeljeni do složenih, obično bez uški pri dnu. Bazni brojevi su različiti zbog post-poliploidne diploidizacije – 12 plemena nastalo je duplikacijom cijelog genoma (nedostaju podaci za Hillielleae).
Distribucija: Dobro zastupljen u obje hemisfere; Euroazija (uglavnom JZ Azija & J. Europa), sjeverna tropska & južna Afrika, Srednja i Južna Amerika, Novi Zeland.
Plemena: Anastaticeae DC., Asteae Al-Shehbaz, Warwick, Mumm. & M.A. Koch [uklj. Scoliaxoneae Al-Shehbaz & Warwick], Biscutelleae Dumort., Chamireae Sond., Cremolobeae R. Br., Eudemeae Al-Shehbaz, Warwick, Mumm. & M.A. Koch, Heliophileae DC., Hillielleae H.L. Chen, T. Deng, J.P. Yue, Al-Shehbaz & H. Sun, Iberideae Webb & Berthel., Megacarpaeeae Kamelin ex D.A.German, Notothlaspideae Al-Shehbaz, Warwick, Mumm. & M.A. Koch, Schizopetaleae R. Br. ex Barnéoud, Subularieae DC.
Hesperodae D.A.German, Hendriks, M.Koch, F.Lens, Lysak, C.D.Bailey, Mumm. & Al-Shehbaz, supertrib. nov.
Tip: Hesperis L.
Opis: Trihomi su obično prisutni, jednostavni i/ili razgranati; često prisutne višestanične žlijezde. Lišće obično malo razdijeljeno, gotovo nikad ušice pri dnu. Najčešći x = 7.
Distribucija: Porijeklom iz Euroazije (pretežno umjerene i suhe suptropske Azije).
Plemena: Anchonieae DC., Buniadeae DC., Chorisporeae C.A. Mey., Dontostemoneae Al-Shehbaz & Warwick, Euclidieae DC., Hesperideae Prantl, Shehbazieae D.A.German.
Bilješka: Odgovara evolucijskoj lozi III Beilstein et al. (2006) i kasnije studije, ili loza E Huang et al. (2016).
Nove plemenske prilagodbe: Ažuriranja na plemenskoj razini uključuju prepoznavanje dodatnih šest plemena, od kojih su četiri novoopisana, a druga dva su uskrsla.